# Sâne Morte
La Sâne Morte est une rivière bressane située dans les départements de Saône-et-Loire et de l'Ain, dans les deux régions Bourgogne-Franche-Comté et Auvergne-Rhône-Alpes, et un affluent de la Sâne Vive, donc un sous-affluent du Rhône par la Seille et la Saône.

## Géographie
D'une longueur de 54,6 km, la Sâne Morte coule tout d'abord vers le nord jusqu'à Sainte-Croix, puis vers l'ouest dans la commune de La Chapelle-Naude et enfin vers le sud-ouest jusqu'à sa confluence.
Elle prend sa source dans la commune de Foissiat à 220 mètres d'altitude, au hameau des Maisons de Paille, et conflue dans la commune de Ménetreuil avec la Sâne Vive à une altitude de 176 mètres, non loin du Moulin de Montjay. À Foissiat, elle est nommée Bief de l'Étang Sonant.

### Communes et cantons traversés
La Sâne Morte traverse douze communes, dans deux départements et cinq cantons , :
- Ain, dans l'arrondissement de Bourg-en-Bresse,
  - Canton de Montrevel-en-Bresse : Foissiat
  - Canton de Saint-Trivier-de-Courtes : Lescheroux, Cormoz, Saint-Nizier-le-Bouchoux, Curciat-Dongalon
- Saône-et-Loire dans l'arrondissement de Louhans,
  - Canton de Cuiseaux : Varennes-Saint-Sauveur
  - Canton de Montpont-en-Bresse : Montpont-en-Bresse, Sainte-Croix, Bantanges, Ménetreuil,
  - Canton de Louhans : La Chapelle-Naude, Sornay

### Bassin versant
La Sâne Morte traverse une seule zone hydrographique La Sane (U347) de 293 km2 de superficie. Ce bassin versant est constitué à 84,68 % de territoires agricoles, à 13,20 % de forêts et milieux semi-naturels, à 1,74 % de territoires artificialisés, à 0,20 % de surfaces en eau, à 0,12 % de zones humides. Le bassin versant spécifique de la Sâne Morte serait de 127 km2

## Affluents
La Sâne Morte possède cinq affluents référencés :
- le Ruisseau de Fontaramiel (rg)
- le Ruisseau de Chamandre (rd),
- le Bief de l'Étang du Villard (rg),

- le Bief de Nanciat (rg), avec un affluent :
  - le Bief de la Prairie,
- le Ruisseau de Corgeat (rg)

Donc le rang de Strahler est de trois.